# Фикус
Род фикуса (Ficus) обухвата око 850 врста дрвећа, жбунова, лијана и епифита из породице дудова (Moraceae). Највећи број врста самоникло расте у тропским пределима. Најпознатија врста, смоква (Ficus carica), пореклом из југозападне Азије и Медитерана, од давнина се гаји због сложених крушколиких плодова слатког укуса, познатих као смокве. Плодови већине других врста су такође јестиви, локалног су економског значаја али представљају важну храну за дивље животиње. 

## Значај
Различите врсте овог рода спадају у кључне чланове биљних заједница у екосистемима тропских кишних шума, а велики број врста се гаји као украсно и собно биље (нпр. бенџамин (Ficus benjamina)). Зарезивањем стабла гумијевца (Ficus elastica) добија се бео густ сок који се употребљава за производњу каучука (асам каучук). Стабла појединих врста имају култни и културни значај као места обожавања. Према будистичком предању, Готама Буда се просветлио испод дрвета свете смокве (Ficus religiosa), које је постало познато као Боди дрво.